# Parc national de Yougyd Va
Le parc national de Yougyd Va ou Yugid Va (Komi, russe : Югыд ва) est un parc national russe, situé dans la république des Komis, une constituante de la fédération de Russie. C'était, avec ses 18 917 km2 de superficie, le plus grand parc national russe, jusqu'à la création du parc national de Béringie en 2013. Il reste cependant le plus grand parc national d'Europe (devant le parc national de Vatnajökull en Islande).

## L'histoire
Le parc a été créé par le gouvernement russe le 23 avril 1994, avec pour but la protection et l'utilisation récréative de la taïga des forêts du Nord de l'Oural.
En 1995, la zone forestière, y compris le parc national de Yougyd Va et la proche réserve naturelle de la Petchora et de l'Ilytch ont été reconnus par l'UNESCO comme un site du patrimoine mondial, sous la dénomination « forêts vierges de Komi ».

## La faune
Plus de la moitié du parc est couverte de taïga, la forêt boréale ; le reste est principalement composé de toundra, qui se trouve à des altitudes plus élevées. Il y a aussi quelque 20 km2 de prés, à la fois alpins et ceux dans les vallées des rivières.
Quelque 180 espèces d'oiseaux vivent dans le parc, dont certaines assez rares. Vingt espèces de poissons habitent les lacs et les rivières du parc. Il y a également cinq espèces d'amphibiens et une de reptiles dans le parc.
Parmi les mammifères les plus courants on trouve : le lièvre de montagne, l'écureuil volant, le renne, l'hermine, la loutre, l'élan, le loup, le renard, le glouton, l'ours, la martre, la belette,le  renard arctique.

## Tourisme
Les usages récréatifs du parc comprennent le rafting, le canotage et la randonnée en été, le ski nordique en hiver. Une chasse limitée est autorisée, mais les permis doivent être délivrés plusieurs mois à l'avance.
En raison de l'éloignement du parc, le niveau du tourisme y est encore très faible. Selon la direction du parc, il est actuellement visité par environ 4 000 touristes chaque année, ce qui est beaucoup moins que la capacité potentielle récréative du parc. La gestion a été préoccupée par le fait que les recettes du parc (environ 2,4 millions de roubles (100 000 $US) par an) ne couvraient pas les dépenses (près de cinq millions de roubles (200 000 $) par an).

## Galerie

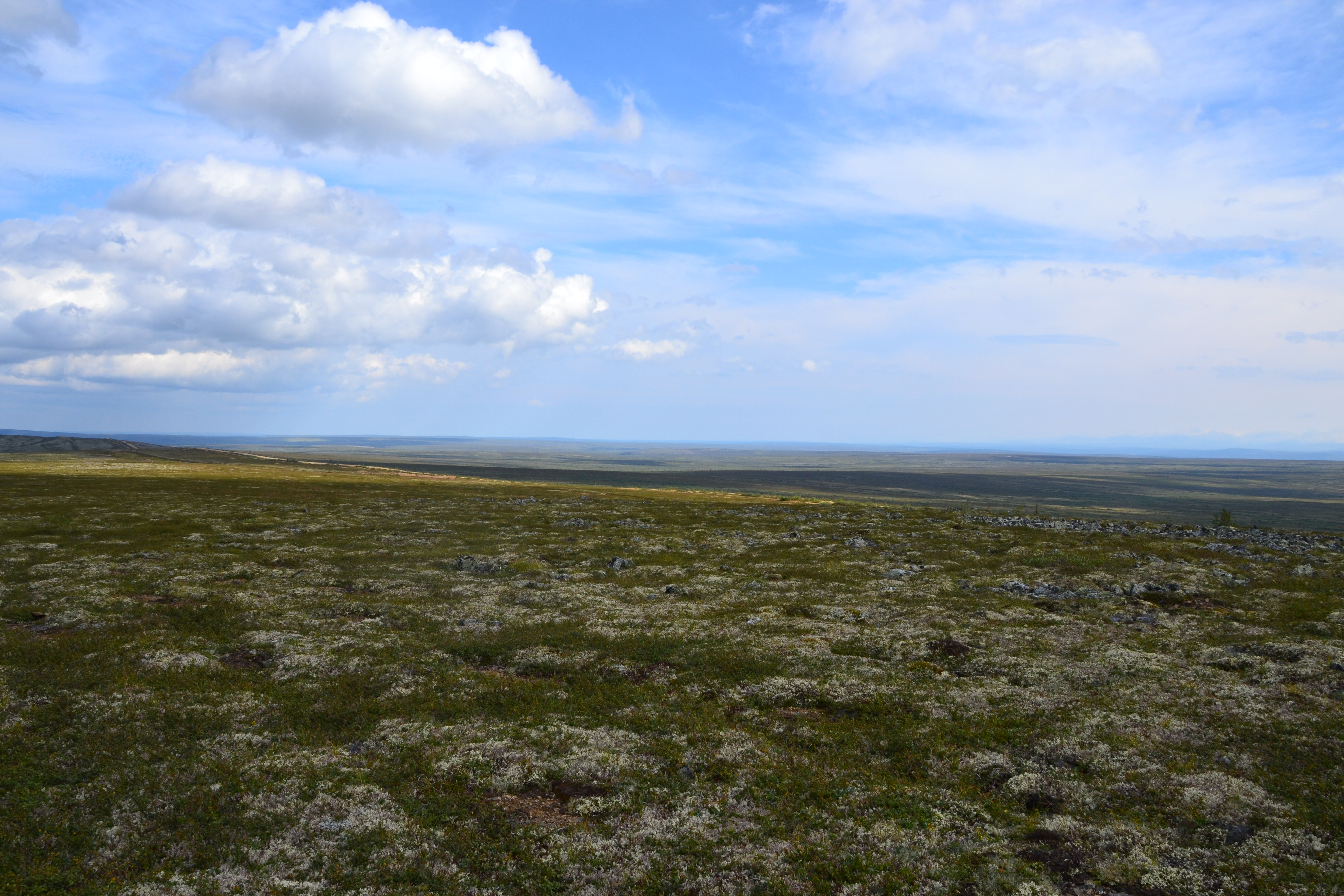
Plateau de montagne.
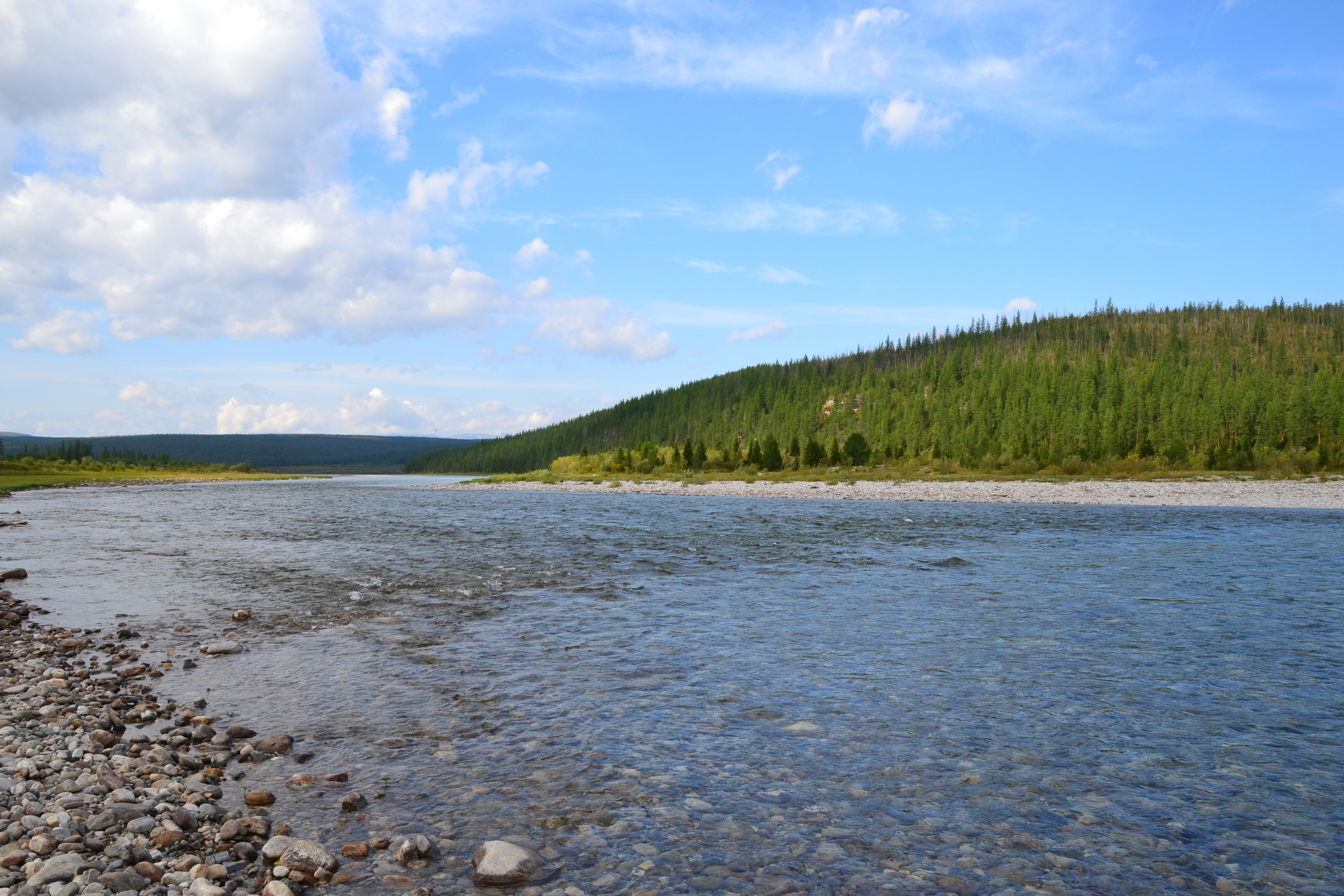
Rivière Kozhim.
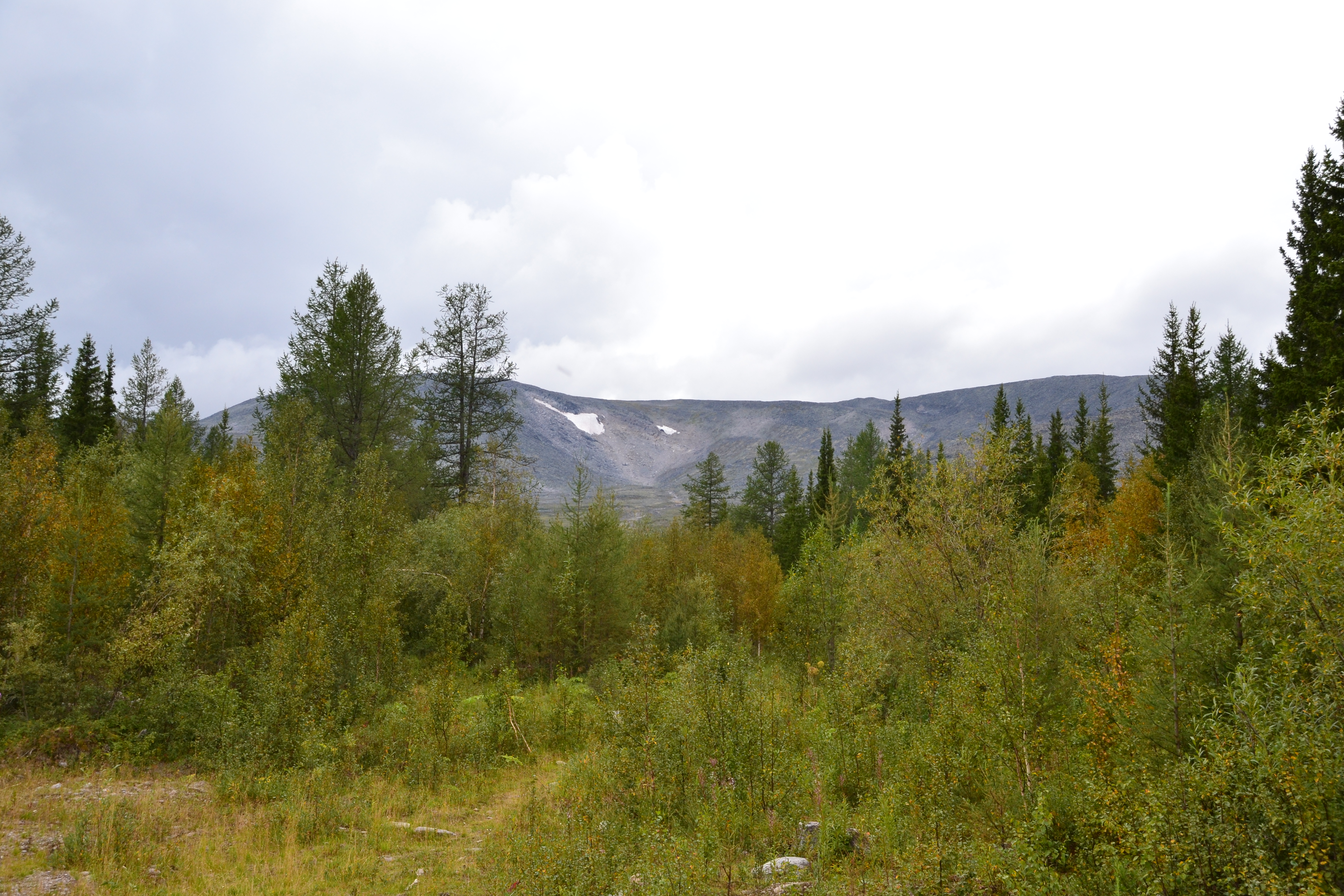
Forêt.
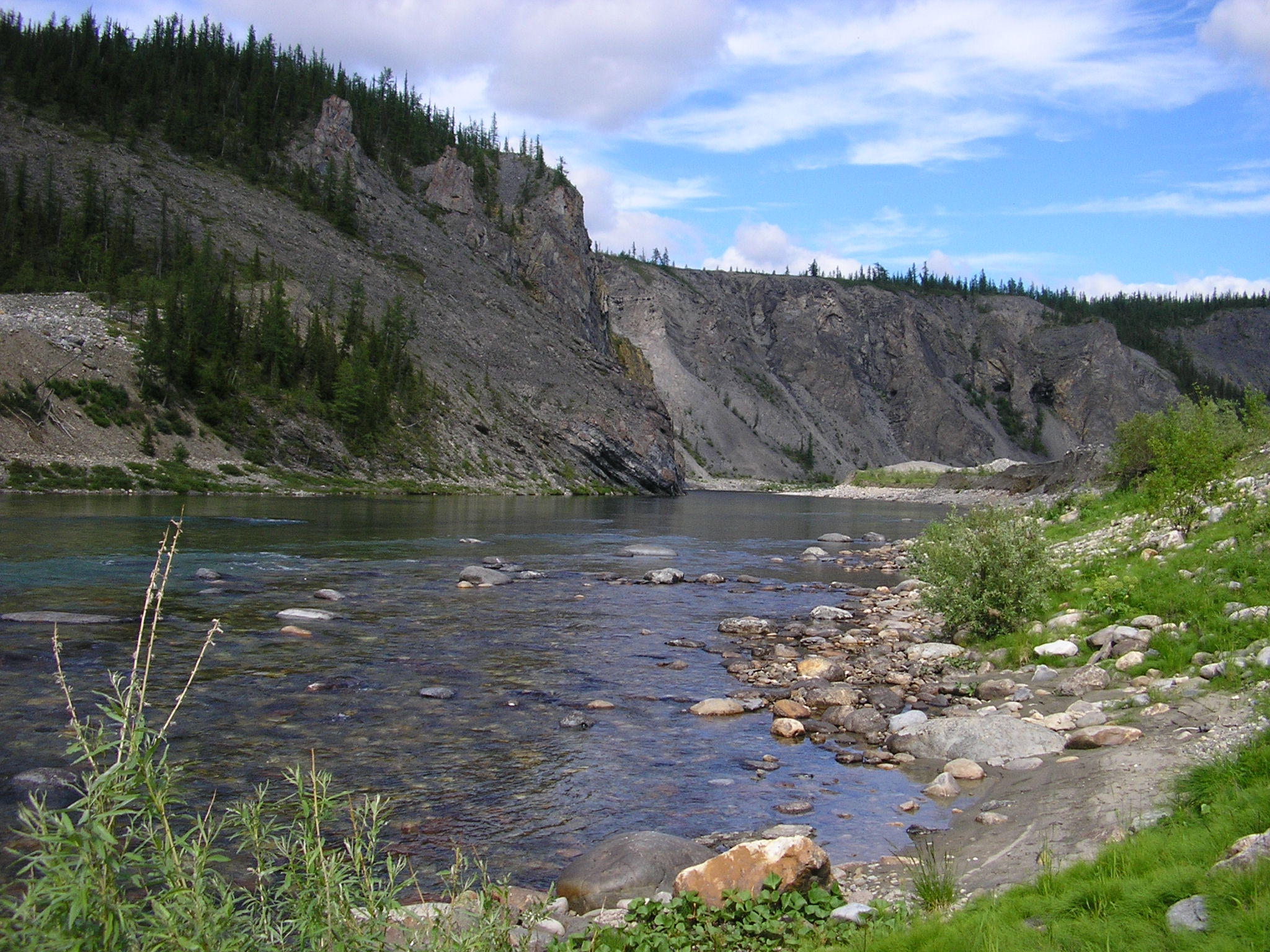
Rivière.
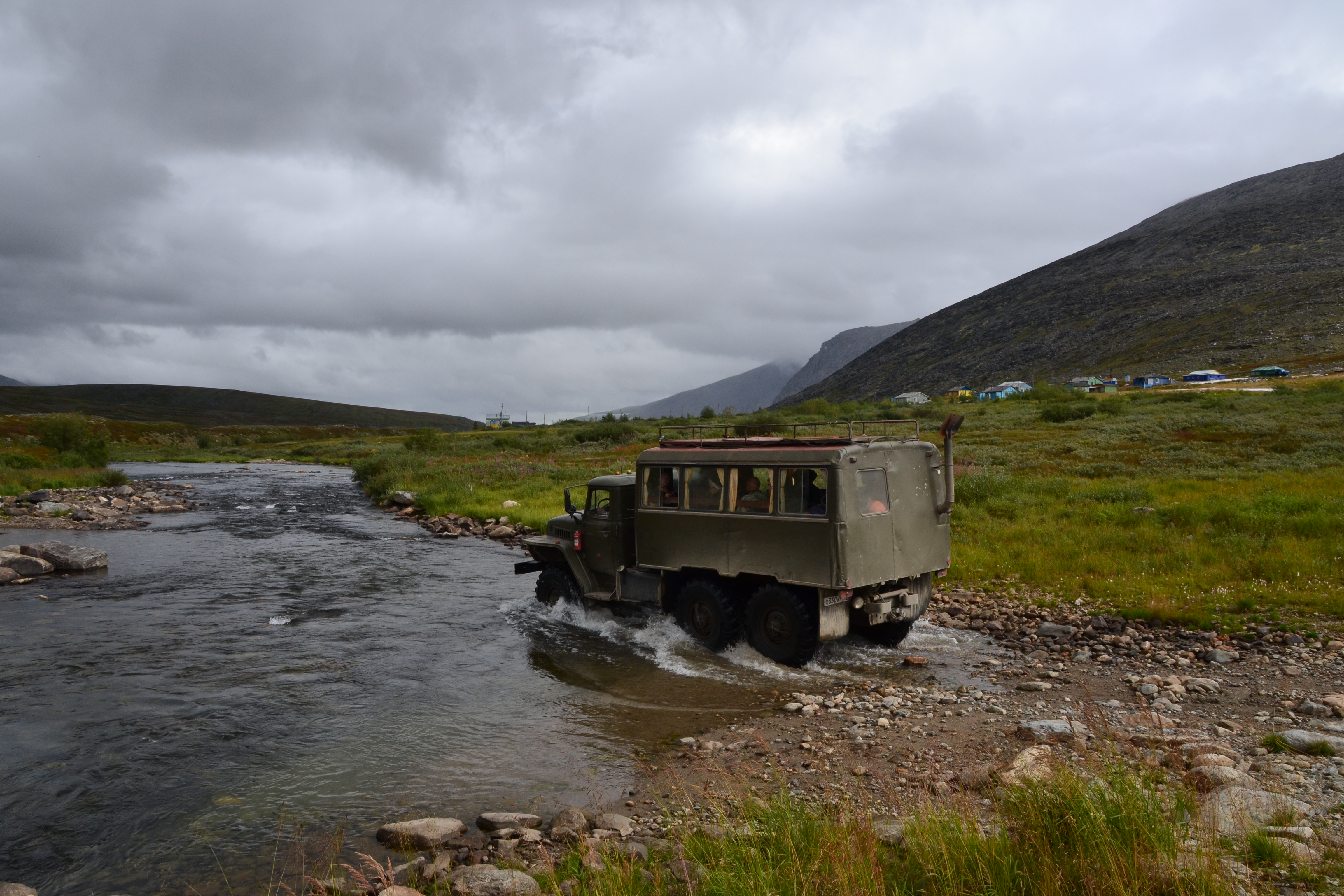
Transport dans le parc.